# Mariánská zjevení

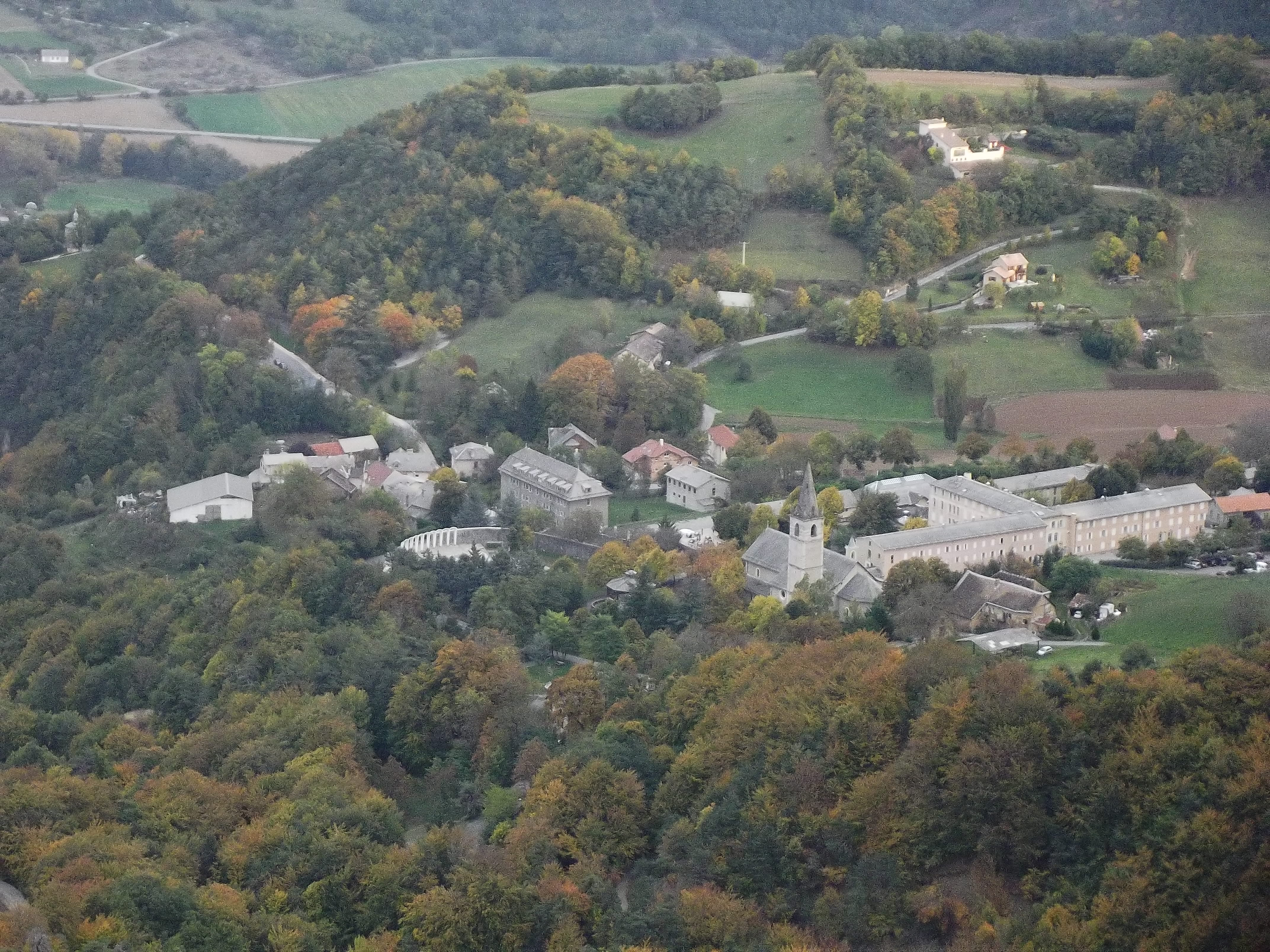
Svatyně Panny Marie z Laus s přilehlou vesničkou

Mariánská zjevení neboli zjevení Panny Marie je označení pro údajně nadpřirozené události, ve kterých se Panna Maria zjevuje některým lidem, nejčastěji křesťanům – ne však vždy, ale často lidem katolického vyznání – aby sdělila nějaké „nebeské poselství“. Zjevení se uskutečňují na různých místech celé planety (někdy se opakují i na místech, kde k nim došlo před několika lety). Výklad zjevení bývá různý. Některá jsou interpretována jako psychologický fenomén (výplod mozku, fantazie), jiná jako náboženský fenomén či teofanie (zjevení Boží).

## Popis zjevení

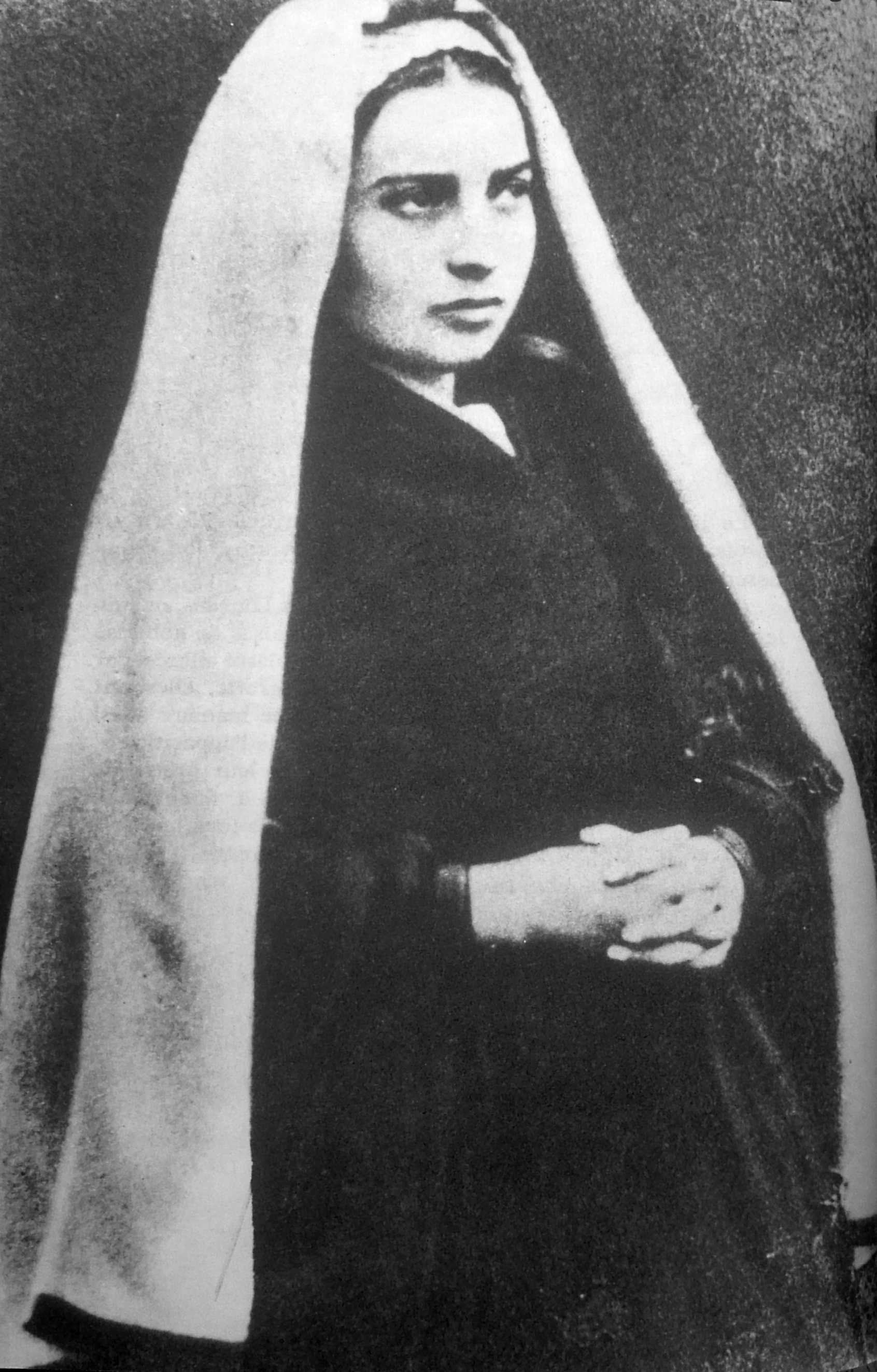
Bernadetta Soubirousová v roce 1863

Panna Maria je často vizionáři popisována jako menší a velmi krásná Paní a vůči předešlým zjevením, s odlišnými znaky, zejména co se účesu a šatů týče.
Zřejmě nejznámějším zjevením je zjevení Panny Marie v Masabielleské jeskyni ve francouzských Lurdech chudé dívce Bernadettě Soubirousové. Zjevení bylo katolickou církví dlouho verifikováno a podrobováno mnohým analýzám. Církev poté přijala postupy a skutečnosti tohoto zjevení k hledání společných znaků ve zjeveních jež následovala. Spisovatel Franz Werfel napsal jako poděkování Panně Marii o zjevení v Lurdech román Píseň o Bernadettě.

## Postoj církve
Římskokatolická církev nenutí své věřící věřit zjevení, tato zjevení nejsou pro věřící žádným způsobem závazná. Církev pouze prohlašuje, že zjevení neodporuje žádnému z článku víry. Často je to nepřesně označováno jako uznání zjevení, ačkoliv o nadpřirozené podstatě takového zjevení církev přímo nic neříká.

## Známá mariánská zjevení

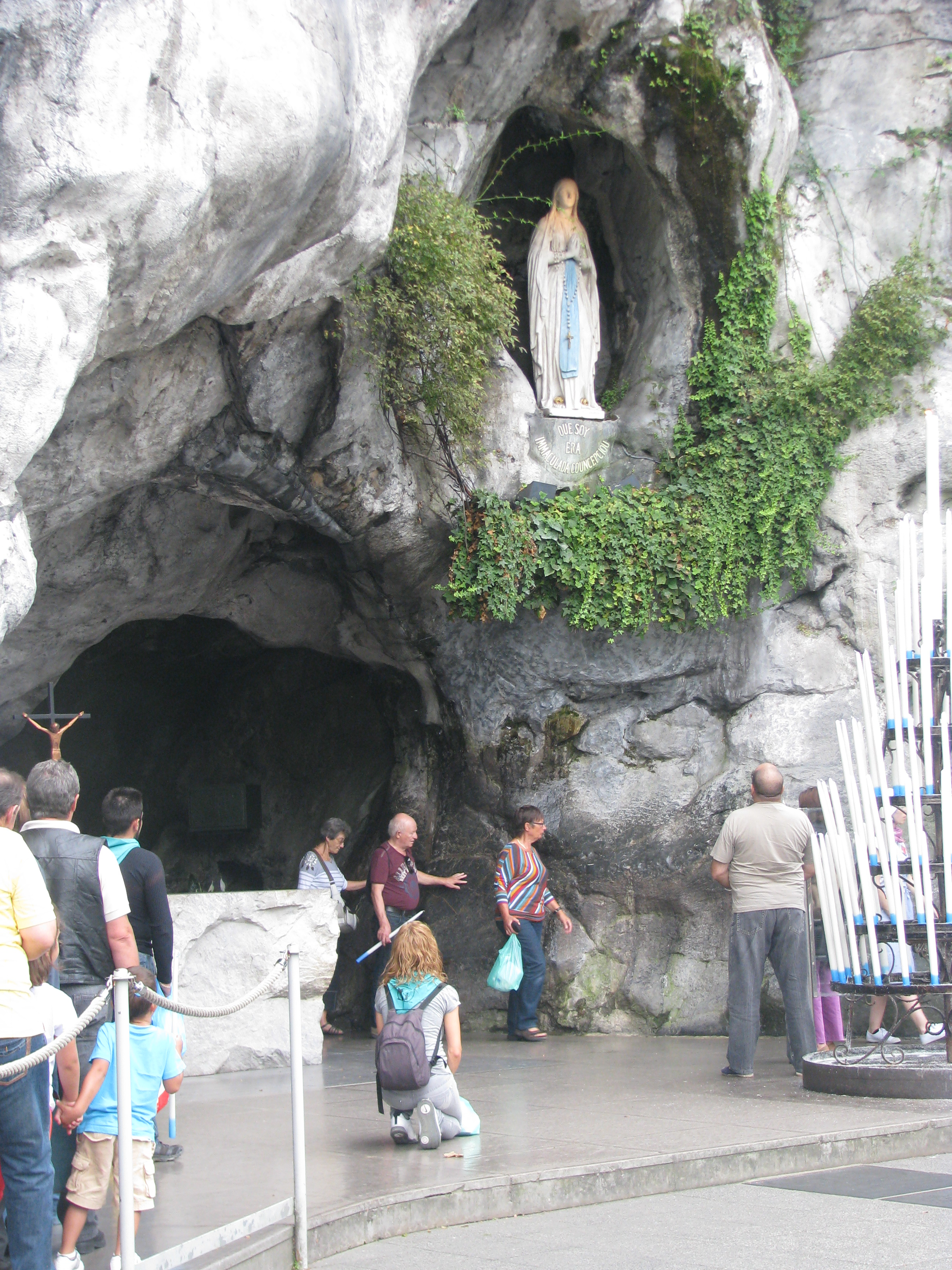
Socha Panny Marie Lurdské v jeskyni Masabielle (na údajném místě jejího zjevování)

Nejnavštěvovanějšími místy mariánských zjevení jsou:
- Guadalupe (Mexiko, 16. století)
- Fatima (Portugalsko, 1917)
- Lurdy (Francie, 1858)

Mezi další známá místa zjevení patří například
- Filipov (Čechy, 1866)
- Garabandal (Španělsko, 1961–1965)
- La Saletta (Francie, 1846)
- Laus (Francie, 1664)
- Litmanová (Slovensko, 1990–1995)
- Medžugorje (Hercegovina, od 1981)
- Paříž (Francie, 1830)
- Suchý Důl (Čechy, 1892–1895)
- Turzovka (Slovensko, 1958)
- Akita (Japonsko, 1973)

## Kritika
Kritici (zejména ateističtí) popírají pravost zjevení s tím, že se jedná buďto o sugesci, nebo o podvod, a poukazují na to, že zjevení přicházejí někdy velice vhod, aby posílila pozici církve.[zdroj?]
Například ve Francii 19. století bylo postavení katolické církve vážně oslabeno francouzskou revolucí, při níž se dostaly do konfliktu s církví nové mocenské struktury. Buržoazie se cítila ohrožena církví, protože mnoho jejího nově nabytého nemovitého majetku patřilo původně katolické církvi, která si na něj stále činila nárok. V této době došlo k údajnému zjevení Marie dívce Bernadettě, což dle kritiků umožnilo katolické církvi uhájit alespoň částečně své pozice.